# إبداع
الإبداع يمكن تعريفه إجرائياً أو شرطياً بأنه إنتاجي جديد ومفيد وأصيل ومقبول اجتماعياً، ويحل مشكلة ما منطقياً .

## تعريفات أخرى للإبداع
- الإبداع هو الإتيان بجديد أو إعادة تقديم القديم بصورة جديدة أو غريبة.
- التعامل مع الأشياء المألوفة بطريقة غير مألوفة.
- القدرة على تكوين وإنشاء شيء جديد، أو دمج الآراء القديمة أو الجديدة في صورة جديدة، أو استعمال الخيال لتطوير وتكييف الآراء حتى تشبع الحاجيات بطريقة جديدة أو عمل شيء جديد ملموس أو غير ملموس بطريقة أو أخرى.
- المبادرة التي يبديها الشخص بقدرته على الانشقاق من التسلسل العادي في التفكير إلى مخالفة كلية.

## من صور الإبداع
- أن ترى ما لا يراه الآخرون
- أن ترى المألوف بطريقة غير مألوفة
- هو تنظيم الأفكار وظهورها في بناء جديد انطلاقاً من عناصر موجودة
- إنه الطاقة المدهشة لفهم واقعين منفصلين والعمل على انتزاع ومضة من وضعهما جنباً إلى جنب
- الإبداع طاقة عقلية هائلة، فطرية في أساسها، اجتماعية في نمائها، مجتمعية إنسانية في انتمائها
- هو القدرة على حل المشكلات بأساليب جديدة تعجب السامع والمشاهد.

الإبداع حالة عقلية بشرية تنحو لإيجاد أفكار أو طرق ووسائل غاية في الجدة والتفردـ بحيث تشكل إضافة حقيقية لمجموع النتاج الإنساني؛ كما تكون ذات فائدة حقيقية على أرض الواقع إذا كان الموضوع يرتبط بموضوع تطبيقي أو أن يشكل تعبيراً جديداً وأسلوباً جديداً عن حالة ثقافية أو اجتماعية أو أدبية إذا كان الموضوع فلسفياً نقدياً أو أن يشكل تعبيراً ضمن شكل جديد وأسلوب جديد عن العواطف والمشاعر الإنسانية إذا كان الموضوع يتعلق بالنتاج الأدبي وأشكاله.

### مكونات الإبداع
للإبداع أربعة مكونات أساسية هي: العمل الإبداعي، العملية الإبداعية، الشخص المبدع، الموقف الإبداعي.

## العقل والإبداع
العقل هو مركز الإبداع. فهو الذي يمثل مركز التفكير لدى الإنسان، فإذا كان العقل هو المصنع الذي يلتقط المواد الخام (من خلال قنوات اتصاله بالعالم الخارجي من بصر وسمع ولمس وشم وتذوق) فيختبرها ويحللها ثم يفرزها ويوزعها على خلايا المخ التخزينية، فهو إذاً منبع الابتكار والأفكار وهو عنصر هام من عناصر العملية الابداعية في الإنجاز.
عبارات من مقدمة كتاب منهج الإبداع:
- العقل عقلان: لا يوجد عقل"
- العقل ثلثه فطنة وثلثاه تغافل - معاوية بن أبي سفيان
- الإصابة بالظن ومعرفة ما يكون بما قد كان - عمرو بن العاص
- العاقل ليس من عرف الخير من الشر، بل العاقل هو من عرف خير الشرين - عمر بن الخطاب

### كيف يعمل عقل الإنسان؟
هناك نظريات كثيرة في ذلك وما زال الكثير منها في طور البحث والنظر ولم يتحول إلى حقيقة علمية حتى الآن، لكي نتحدث عن كيفية عمل عقل الإنسان، لا بد من التحدث عن مكونات «دماغ الإنسان»، وهناك نظريات كثيرة في ذلك وما زال منها في طور البحث والنظر ولم يتحول إلى حقيقة حتى الآن وبإيجاز تقول النظرية: يتكون دماغ الإنسان في العموم من منطقتين إدراكيتين رئيسيتين:

### 1- المنطقة اليمنى (ذات العمليات الإدراكية المرئية الشكلية)
يقسم علماء الفسيولوجيا الدماغ بتفصيل أنواع المناطق الإدراكية الذي يختص بها هذا الجانب بـ: المنطقة الحسية ومنطقة التخيل، ومنطقة السماع، ومنطقة الإبصار، ومنطقة الضحك، ومنطقة التذوق، ومنطقة التسمية.
وعموماً تتحكم المناطق اليمنى من الدماغ بتحريك الجزء الأيسر من الجسم، وتتحكم بالوظائف المرتبطة بالحدس والانفعال والإبداع واستخدام الخيال والتأمل. يحتوي هذا الجانب على القدرات التخطيطية، والشعورية الحدسية، والشمولية في النظرة والتعامل

### 2- المنطقة اليسرى (ذات العمليات الادراكية والسمعية واللفظية)
يقسم علماء الفسيولوجيا الدماغ بتفصيل أنواع المناطق الإدراكية الذي يختص بها هذا الجانب بـ : منطقة حركة الأطراف، والمنطقة الحركية-النفسية، ومنطقة تعبير الوجه، والمنطقة الفكرية، ومنطقة التكلم، ومنطقة التكبير، ومنطقة الشم، ومنطقة التفسير، ومنطقة الخبرات الجسمية.
وعموماً تتحكم المنطقة اليسرى من الدماغ بتحريك الجزء الأيمن من الجسم، وتقوم بالدور التحليلي، وضبط الكلام، والتفكير النقدي والتحليلي والمراكز العصبية التي تضبط الحبال الصوتية واللسان والشفتين.
تربط هاتين المنطقتين حزمة من الأنسجة العصبية يطلق عليها «بالجسم الجاسئ» حيث يتم دمج عمليات المنطقتين معاً، بحيث يتمامل الإدراك الحسي المرئي مع قرينه اللفظي السمعي، لينتج من ذلك رسالة واحدة أو تعلماً مفيداً معبراً.

## مراحل الإبداع
يمر الإبداع بعدد من المراحل هي:
1- الاعداد وهي مرحلة جمع المعلومات
2- مرحلة الكمون وهي تمثل المعلومات وتوليفها شعوريا أو لا شعوريا
3- مرحلة الاشراق وهي مرحلة خروج شرارة الإبداع وبدء الإبداع
4- التحقيق والتنفيذ

## القدرات المكونة للتفكير الإبداعي
منهج التحليل العاملي (Factor Analysis): مفهوم إحصائي نفسي، يقوم على المعالجات الإحصائية المختلفة في تحليل الظاهرة النفسية والاجتماعية، للوصول إلى عناصرها وعواملها الأساسية، وهذا المنهج حدد قدرات التفكير الإبداعي كما يلي:

### أولاً: الطلاقة (Fluency)
الطلاقة هي القدرة على إنتاج أكبر عدد ممكن من الأفكار الإبداعية. وتقاس هذه القدرة بحساب عدد الأفكار التي يقدمها الفرد عن موضوع معين في وحدة زمنية ثابتة مقارنة مع أداء الأقران.
- أنواع الطلاقة:

1. طلاقة تصويرية(Figural Fluency): كأن يعطي الفرد رسماً على شكل دائرة ويطلب منه إجراء إضافات بسيطة بحيث يصل إلى أشكال متعددة وحقيقية.
2. طلاقة الرموز أو طلاقة الكلمات (Word Fluency): وهي قدرة الفرد على توليد كلمات تنتهي أو تبدأ بحرف معين أو مقطع معين أو تقديم كلمات على وزن معين باعتبار الكلمات تكوينات أبجدية، مثل: أذكر أكبر عدد ممكن من الكلمات على وزن كلمة «حصان».
3. طلاقة المعاني والأفكار (Ideational Fluency): وتتمثل في قدرة الفرد على إعطاء أكبر عدد ممكن من الأفكار المرتبطة بموقف معين ومدرك بالنسبة إليه، كأن نطلب من الفرد إعطاء إجابات صحيحة للسؤال الآتي: ماذا يحدث لو وقعت حرب نووية؟
4. طلاقة تعبيرية (Expressional Fluency): وتتمثل في قدرة الفرد على سرعة صياغة الأفكار الصحيحة أو إصدار أفكار متعددة في موقف محدد شريطة أن تتصف هذه الأفكار بالثراء والتنوع والغزارة والندرة.
5. طلاقة التداعي (Association Fluency): وتتجسد في قدرة الفرد على توليد عدد كبير من الألفاظ تتوافر فيها شروط معينة من حيث المعنى ويحدد فيها الزمن أحياناً.[3]

### ثانياً: المرونة (Flexibility)
المرونة هي القدرة على تغيير الحالة الذهنية بتغير الموقف، وهذا ما يطلق عليه بالتفكير التباعدي. وعكسها الجمود أو الصلابة (Rigidity) أي التمسك بالموقف أو الرأي أو التعصب.
ويمكن تحديد نوعين من قدرات المرونة:
1. المرونة التلقائية (Spontaneous Flexibility): سرعة الفرد في إصدار أكبر عدد ممكن من الأفكار المتنوعة والمرتبطة بمشكلة أو موقف مثير ويميل الفرد وفق هذه القدرة إلى المبادرة التلقائية في المواقف ولا يكتفي بمجرد الاستجابة.
2. المرونة التكيفية (Adaptive Flexibility):

قدرة الفرد على تغيير الوجهة الذهنية في معالجة المشكلة ومواجهتها، ويكون بذلك قد تكيف مع أوضاع المشكلة ومع الصور التي تأخذها أو تظهر بها المشكلة.

### ثالثاً: الأصالة (Originality)
الأصالة هي الإنتاج غير المألوف الذي لم يسبق إليه أحد، وتسمى الفكرة أصيلة إذا كانت لا تخضع للأفكار الشائعة وتتصف بالتميز. والشخص صاحب الفكر الأصيل هو الذي يمل من استخدام الأفكار المتكررة والحلول التقليدية للمشكلات.

### رابعاً: الحساسية للمشكلات (Sensitivity of Problems)
القدرة على إدراك مواطن الضعف أو النقص في الموقف المثير، فالشخص المبدع يستطيع رؤية الكثير من المشكلات في الموقف الواحد فهو يعي نواحي النقص والقصور بسبب نظرته للمشكلة نظرة غير مألوفة، فلديه حساسية أكثر للمشكلة أو الموقف المثير من المعتاد.

### خامساً: إدراك التفاصيل (Elaboration)
تتضمن هذه القدرة الإبداعية تقديم تفصيلات متعددة لأشياء محدودة وتوسيع فكرة ملخصة أو تفصيل موضوع غامض.

### سادساً: المحافظة على الاتجاه (Maintaining Direction)
المحافظة على الاتجاه يضمن قدرة استمرار الفرد على التفكير في المشكلة لفترة زمنية طويلة حتى يتم الوصول إلى حلول جديدة.
أشكال مواصلة اتجاه التفكير الإبداعي:
1. المواصلة الزمنية التاريخية: المحافظة على استمرار التتابع الزمني والتاريخي في وصف الحدث، ملتزما ً بخط سير متتابع متدرج للفترة الزمنية التي يحدث وفقها الحدث.
2. المواصلة الذهنية: قدرة الفرد على تركيز ذهنه ضمن نفس السياق منذ بداية المشكلة أو الموقف المثير وحتى الوصول إلى حل.
3. المواصلة الخيالية: القدرة على متابعة سير المشكلة ذهنيا ً وتوضيح العلاقة بين عناصرها.
4. المواصلة المنطقية: المحافظة على المنطق في خطوات السير والمراحل.

## سيكولوجية الإبداع
نوّهَ سيغموند فرويد إلى عدد من العمليات النفسية التي تعتبر منشأ الإبداع، ومنها الصراعات في العقل الباطن والتفريغ الانفعالي
والتخيل وأحلام اليقظة ولعب الأطفال وإعاقة القمع النفسي والانسجام بين العقل الباطن والانا. أما التحليل النفسي الحديث فيركز على ما قبل الشعور في الإبداع. وكذلك يلعب الحدس دوراً هاماً في الإبداع، وهو حكم عقلي أو استنتاج ليس مبنيًا على التفكير المنطقي، إنما على اللاشعور.
وينقسم المبدعون إلى مناطقة مثل أينشتين وإلى حدسيون مثل نيوتن وباستور. ويتميز الإبداع في الفن بأنه يعتمد على العقل الباطن أكثر من العلوم على المنطق.
وعند وضع قوانين حقوق الملكية الفكرية المرتبطة بالإبداع أراد المشرع التمييز بين أصحاب الإبداع والمؤدين له وعلى سبيل المثال كاتب الأغنية ومغنيها. ومثال آخر: المؤلف الموسيقي وعازف الآلة الموسيقية. فاعتبرو المبدعين هم أصحاب الحقوق الأصلية لأنهم أحدثوا الإبداع أساسًا ككاتب الأغنية واعتبروا المطرب من أصحاب الحقوق المجاورة في مسألة الإبداع من ناحية الأحقية. كما أن حقوق الملكية الفكرية لها طرق لتقييمها.